# Choi Soo-young
Choi Soo-young (hangul: 최수영; hanja: 崔秀榮; rr: Choe Su-yeong; MR: Ch'oe Suyŏng; Gwangju, 10 de fevereiro de 1990), mais conhecida na carreira musical apenas como Sooyoung (hangul: 최수영), é uma cantora, compositora e atriz sul-coreana. De 2002 a 2003, Sooyoung integrou a dupla nipo-coreana Route θ. Em 2007, ela estreou como integrante do grupo feminino Girls' Generation, que se tornou um dos artistas sul-coreanos mais vendidos e um dos grupos femininos mais populares da Coreia do Sul. Além de sua carreira musical, Sooyoung já participou de várias séries de televisão, tais como The Third Hospital (2012), Dating Agency: Cyrano (2013), My Spring Days (2014), Squad 38 (2016) e Man In The Kitchen (2017–2018).
Em 2017, após dez anos de gerenciamento, Sooyoung deixou a S.M. Entertainment, embora ela permaneça promovendo como integrante do Girls' Generation. No mesmo ano, ela assinou com a Echo Global Group e lançou seu primeiro single como artista solo, "Winter Breath", antes de se mudar para a Saram Entertainment em 2019.

## Vida e carreira

### 1990–2007: Início da vida e início da carreira
Sooyoung nasceu em Gwangju, Gyeonggi, Coreia do Sul, em 10 de fevereiro de 1990. Ela é a irmã mais nova de Choi Soo-jin, que é uma atriz de teatro musical. Sooyoung foi inicialmente descoberta por meio de uma audição aberta da SM Entertainment quando ela estava na quinta série. Mais tarde, ela ganhou o primeiro lugar no Ultra Idol Duo Audition Coréia-Japão de 2002 e estreou no Japão como membro do Route 0. A dupla lançou três singles antes de se separar em 2003.
Sooyoung voltou para a SM Entertainment e finalmente estreou na Coreia do Sul como membro do girl group Girls' Generation em agosto de 2007. O grupo ganhou popularidade significativa com o lançamento de seu hit single "Gee" em 2009. Sooyoung disse em uma entrevista que também estava interessada em atuar antes de estrear como cantora e falhou em mais de 70 audições durante seus dias de pré-estréia.

### 2008–2016: Atuando e escrevendo letras

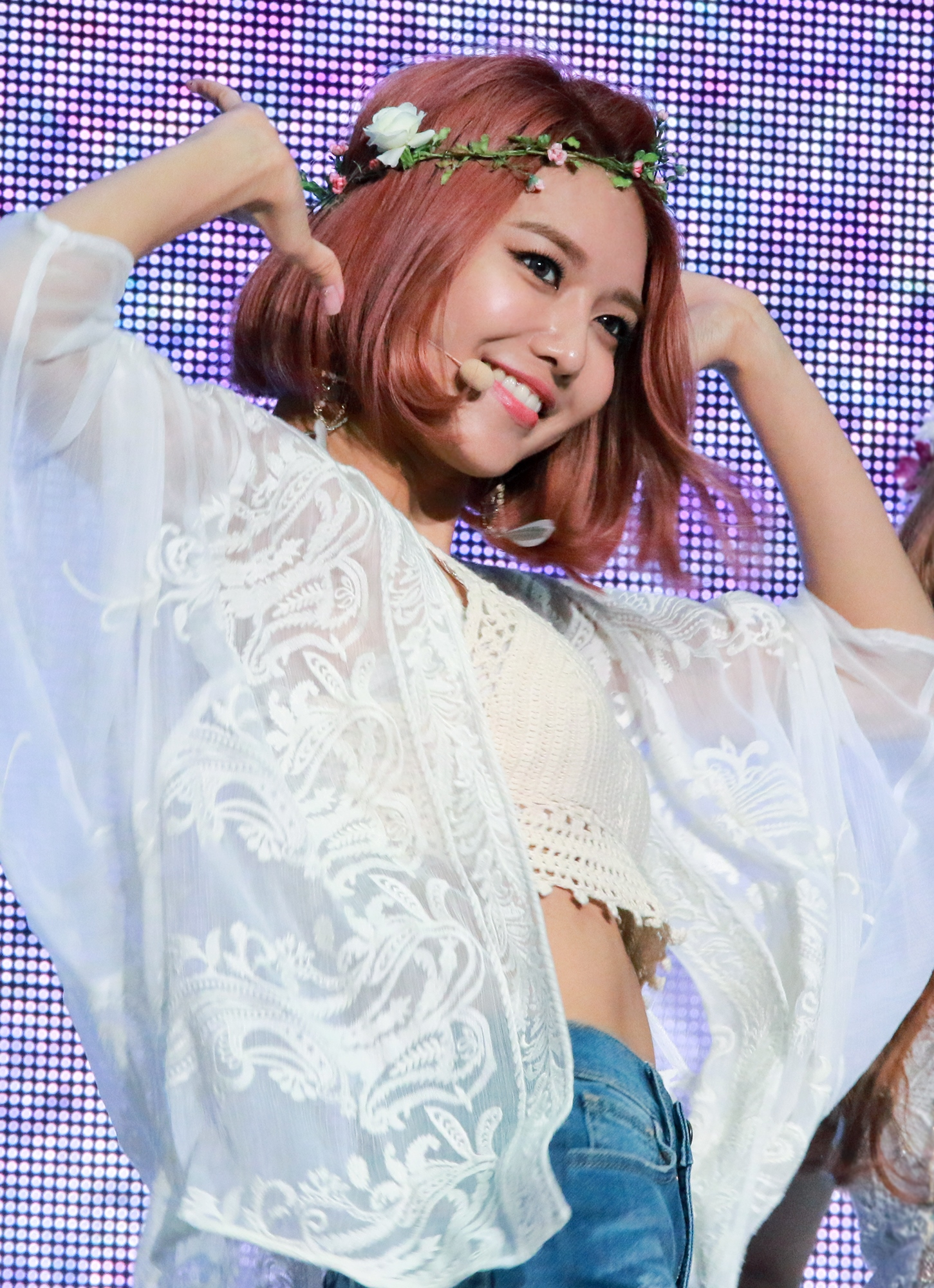
Choi se apresentando em julho de 2015

Além das atividades do Girls' Generation, Sooyoung participou de vários projetos musicais e de atuação. Nos primeiros dias, seu trabalho de atuação envolvia principalmente vários pequenos papéis e participações especiais - incluindo a série de comédia Unstoppable Marriage (2007) da KBS2, o filme de comédia romântica Hello, Schoolgirl (2008), o drama da SBS Oh! My Lady (2010), Paradise Ranch da SBS (2011) e A Gentleman's Dignity da SBS (2012). Durante este período, musicalmente, ela gravou duas canções - uma canção trot intitulada "KKok" com Yuri, membro do Girls' Generation, para o drama da SBS, Working Mom, enquanto a outra, "Feeling Only You", foi uma colaboração com Tiffany, membro do Girls' Generation, e a dupla sul-coreana The Blue.
Ao longo de sua carreira, além de contribuir com seu vocal para as músicas do Girls' Generation, Sooyoung explorou a composição de letras. Ela escreveu as letras de três canções: "How Great is Your Love" (2011), "What Do I Do" (2016), e "Sailing (0805)" (2016), enquanto co-escreveu a música "Baby Maybe" (2013). Em setembro de 2012, ela conseguiu seu primeiro grande papel como atriz no drama médico da tvN, The Third Hospital. Ela foi elogiada pelos co-atores Oh Ji Ho e Kim Seung-woo e os espectadores foram atraídos por sua cena emocional devido à sua demonstração natural de emoção. Em maio de 2013, Sooyoung foi escalada para o drama de comédia romântica da tvN, Dating Agency: Cyrano. Foi um spin-off do filme Cyrano Agency de 2010. Ela interpretou uma especialista em namoro que trabalha em uma agência de namoro ajudando as pessoas a encontrar seu amor. Park Ju-yeon do Hankook Ilbo elogiou Sooyoung por sua representação animada de personagem e disse que não havia nenhuma "emoção exagerada comumente aparecendo em novatos atuantes".
Em setembro de 2014, Sooyoung conseguiu um papel principal no melodrama da MBC, My Spring Days. Sua personagem é uma paciente em estado terminal que recebe um transplante de coração; e conhece o marido de seu doador, interpretado por Kam Woo-sung. Este foi um desempenho inovador para Sooyoung, pois ela ganhou o prêmio de "Melhor Atriz em Minissérie" no MBC Drama Awards de 2014 e o "Prêmio de Excelência para Atriz" no Korea Drama Awards de 2015. Ela contribuiu com uma música para a trilha sonora, intitulada "Wind Flower". Em 2015, Sooyoung estrelou como protagonista feminina no drama especial da KBS2, Perfect Sense, que foi produzido pela Samsung Fire & Marine Insurance para aumentar a compreensão do público sobre os deficientes. Ela interpretou uma professora chamada Ah-yeon, que é deficiente visual. Em junho de 2016, Sooyoung estrelou como protagonista feminina ao lado de Ma Dong-seok e Seo In-guk no drama policial da OCN Squad 38.

### 2017–presente: mudança de gravadora e atuação continuada
No início de agosto de 2017, Sooyoung estrelou como produtora de televisão no web drama da JTBC, Someone You Might Know. Mais tarde, em agosto, ela interpretou a protagonista feminina na série dramática da MBC, Man in the Kitchen. Em novembro de 2017, Sooyoung ingressou no Echo Global Group após o término de seu contrato com a SM Entertainment. Com a mudança de gravadora, suas atividades futuras com o Girls' Generation permanecem em discussão.
Em 2018, Sooyoung foi escalado para o filme coreano-japonês Memories of a Dead End e o filme de comédia de ação Girl Cops.
Em dezembro de 2018, Sooyoung lançou seu single solo, "Winter Breath", que é sua primeira música a ser lançada desde sua saída da SM Entertainment, com o videoclipe da música disponibilizado online no mesmo dia. Sooyoung lançou suas contas oficiais no Twitter e no YouTube para comemorar o lançamento do single.
Em maio de 2019, Sooyoung assinou com a nova agência Saram Entertainment. Em fevereiro de 2020, Sooyoung estrelou o drama da OCN, Tell Me What You Saw.
Em 2020, Sooyoung estrelou o drama de romance da JTBC Run On. Então, em 2021, ela estrelou ao lado de Choi Tae-joon na série de comédia romântica da Naver TV So I Married the Anti-fan, baseada no manhwa de mesmo nome e apareceu na série original da Netflix Move to Heaven.
Em 2022, ela estrelou o drama da KBS2, If You Wish Upon Me, no papel de uma enfermeira em um hospício. Sooyoung participou do álbum de décimo quinto aniversário do Girls 'Generation, Forever 1 (2022), com ela co-escrevendo a música "Seventeen" para o álbum.

## Vida pessoal

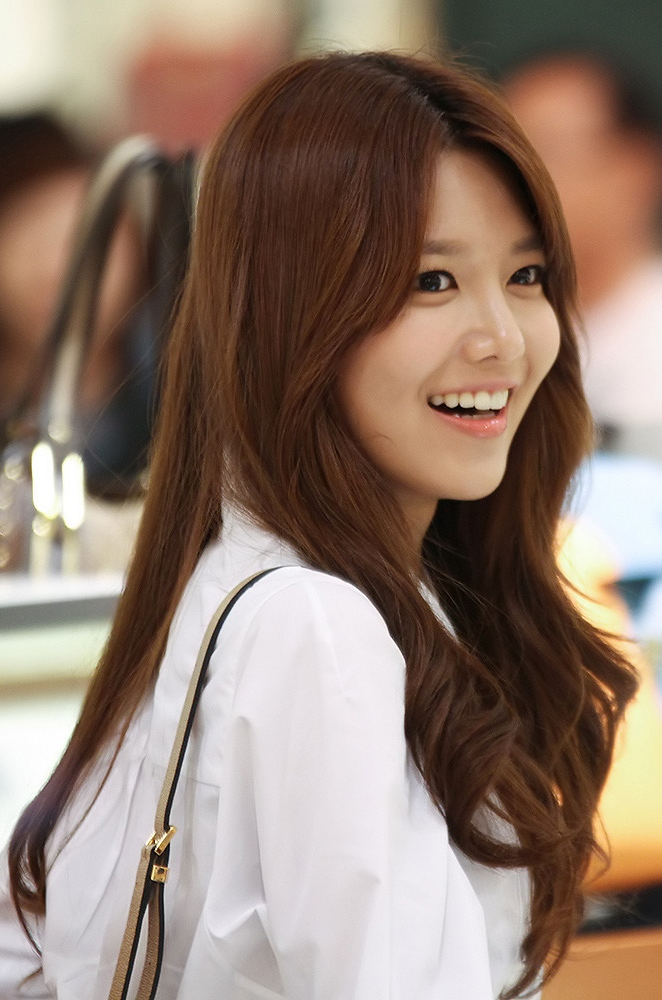
Sooyoung em um fansigning para Double M em 8 de setembro de 2013.

Sooyoung se formou na JeongShin Women's High School em 2009. Ela se formou em estudos de cinema e se formou na Chung-Ang University em fevereiro de 2016, recebendo um prêmio pelo conjunto da obra na cerimônia de formatura. Sua colega do Girls' Generation, Kwon Yuri, frequentou a mesma universidade.
Sooyoung namora Jung Kyung-ho desde 2013.

## Filantropia
Sooyoung se envolveu em várias atividades filantrópicas. Em 2012, ela foi nomeada embaixadora da Retinitis Pigmentosa Society da Coreia junto com suas colegas de banda Tiffany, Taeyeon e Seohyun. No final daquele ano, ela lançou uma campanha de arrecadação de fundos com o canal a cabo QTV para pacientes da doença. Desde então, ela continuou a servir como embaixadora enquanto conduzia eventos de patrocínio e apoiava pesquisas sobre o tratamento de pacientes.
Em 2016, lançou uma marca de roupas chamada Beaming Effect com o objetivo de aumentar a conscientização sobre a Retinite Pigmentosa. Ela realizou vários bazares beneficentes ao longo dos anos e doou os lucros para pesquisas para o tratamento da doença. Notavelmente, ela realizou um financiamento com Kakao, um bazar beneficente e um concerto beneficente com vários artistas em 2017.
Sooyoung também foi nomeada embaixadora do Dia Coreano de Superação de Doenças Raras, do Conselho de Bem-Estar Social e da Campanha Nacional de Conscientização sobre Deficiência. Em 2014, ela patrocinou o custo da operação de uma pessoa com doença cardíaca após fazer o papel de alguém que recebeu um transplante de coração por meio de doação de órgãos em seu drama My Spring Days.

## Discografia

### Singles
| Título                                                                                   | Ano                    | Melhores posições nas paradas | Álbum                           |                        |                        |
| Título                                                                                   | Ano                    | KOR                           | Álbum                           |                        |                        |
| Como artista principal                                                                   | Como artista principal | Como artista principal        | Como artista principal          | Como artista principal | Como artista principal |
| ---------------------------------------------------------------------------------------- | ---------------------- | ----------------------------- | ------------------------------- | ---------------------- | ---------------------- |
| "Winter Breath" (겨울숨)                                                                 | 2018                   | —                             | Single sem álbum                |                        |                        |
| Como artista em destaque                                                                 |                        |                               |                                 |                        |                        |
| "Feeling Only You" (너만을 느끼며) (The Blue com Tiffany e Sooyoung)                     | 2009                   | —                             | The Blue – The First Memories   |                        |                        |
| "Let's Get Away" (Versão acústica) (James Lee com Sooyoung)                              | 2018                   | —                             | The Light                       |                        |                        |
| Single promocional                                                                       |                        |                               |                                 |                        |                        |
| "Be Yourself" (너니까 너답게) (com participação de Hyun-hee)                             | 2020                   | —                             | Single sem álbum                |                        |                        |
| Aparições na trilha sonora                                                               |                        |                               |                                 |                        |                        |
| "I Am" (Versão coreana)                                                                  | 2005                   | —                             | Inuyasha OST                    |                        |                        |
| "Kkok" (꼭) (com Kwon Yu-ri)                                                             | 2008                   | —                             | Working Mom OST                 |                        |                        |
| "Wind Flower" (바람꽃)                                                                   | 2014                   | —                             | My Spring Days OST              |                        |                        |
| "To My Star" 나의 별에게                                                                 | 2022                   | —                             | If You Wish Upon Me OST Parte 8 |                        |                        |
| "—" denota lançamentos que não chegaram às paradas ou não foram lançados naquela região. |                        |                               |                                 |                        |                        |

## Filmografia

### Filmes
| Ano  | Título                  | Papel          | Notas                       | Ref.   |
| ---- | ----------------------- | -------------- | --------------------------- | ------ |
| 2003 | Silmido                 | Soo Young      |                             |        |
| 2008 | Hello, Schoolgirl       | Jeong Da-jeong |                             | [ 62 ] |
| 2012 | I AM.                   | Ela mesma      | Filme biográfico de SM Town | [ 63 ] |
| 2015 | SMTown: The Stage       | Ela mesma      | Documentário de SM Town     | [ 64 ] |
| 2019 | The Poem, My Old Mother | Narração       |                             |        |
| 2019 | Memories of a Dead End  | Yumi           |                             | [ 65 ] |
| 2019 | Girl Cops               | Jang-mi        |                             | [ 66 ] |
| 2019 | A Little Princess       | Gongju adulto  | Aparência especial          | [ 67 ] |
| 2021 | New Year Blues          | Oh Wol         |                             | [ 68 ] |

### Séries de televisão
| Ano       | Título                  | Papel               | Notas                 | Ref.          |
| --------- | ----------------------- | ------------------- | --------------------- | ------------- |
| 2008      | Unstoppable Marriage    | Soo-young           |                       | [ 69 ]        |
| 2010      | Oh! My Lady             | Ela mesma           | Camafeu (Episódio 7)  | [ 70 ]        |
| 2011      | Paradise Ranch          | Senhorita Soo       | Camafeu (Episódio 3)  | [ 71 ]        |
| 2012      | A Gentleman's Dignity   | Ela mesma           | Camafeu (Episódio 5)  | [ 72 ]        |
| 2012      | The Third Hospital      | Lee Eui-jin         |                       | [ 73 ]        |
| 2013      | Dating Agency: Cyrano   | Gong Min-young      |                       | [ 74 ]        |
| 2014      | My Spring Days          | Lee Bom-yi          |                       | [ 75 ]        |
| 2016      | Perfect Sense           | Jung Ah-yeon        |                       | [ 76 ]        |
| 2016      | Squad 38                | Cheon Sung-hee      |                       | [ 77 ]        |
| 2017–2018 | Man in the Kitchen      | Lee Roo-ri          |                       | [ 78 ]        |
| 2020      | Tell Me What You Saw    | Cha Soo-young       |                       | [ 79 ]        |
| 2020–2021 | Run On                  | Seo Dan-ah          |                       | [ 80 ]        |
| 2022      | Uncle                   | Principais estrelas | Camafeu (Episódio 13) | [ 81 ]        |
| 2022      | If You Wish Upon Me     | Seo Yeon-joo        |                       | [ 82 ]        |
| 2022      | Carta de fãs, por favor | Han Kang-hee        |                       | [ 83 ]        |
| 2023      | Not Others              | Kim Jin Hee         |                       | [ 84 ] [ 85 ] |

### Websérie
| Ano  | Título                                | Papel          | Notas   | Ref.   |
| ---- | ------------------------------------- | -------------- | ------- | ------ |
| 2017 | Someone You Might Know                | Lee Ahn        |         | [ 86 ] |
| 2021 | Então eu me casei com a minha anti-fã | Lee Geun-young |         | [ 87 ] |
| 2021 | A Caminho do Céu                      | Son Yoo-rim    | Camafeu | [ 88 ] |

### Shows de televisão
| Ano       | Título                    | Papel           | Notas            | Ref.   |
| --------- | ------------------------- | --------------- | ---------------- | ------ |
| 2010      | Haha Mong Show: Pilot     | Membro regular  |                  |        |
| 2012–2014 | TV Entertainment Tonight  | Anfitriã        |                  | [ 89 ] |
| 2017      | Saturday Night Live Korea | Anfitriã        | Temporada 9, Ep1 | [ 90 ] |
| 2022      | Household Mate            | Membro especial | Episódio 3       | [ 91 ] |
| 2023      | R U Next?                 | Anfitriã        |                  | [ 92 ] |

### Web shows
| Ano  | Título                   | Papel    | Notas                        | Ref.   |
| ---- | ------------------------ | -------- | ---------------------------- | ------ |
| 2018 | Born 1990 Choi Soo-young | Anfitriã | Estúdio Dingo (Dingo Studio) | [ 93 ] |

### Eventos
| Ano  | Evento                  | Notas                            | Ref.   |
| ---- | ----------------------- | -------------------------------- | ------ |
| 2021 | 30th Seoul Music Awards | Com Shin Dong-yup e Kim Hee-chul | [ 94 ] |
| 2022 | 31st Buil Film Awards   | Com Kim Nam Gil                  | [ 95 ] |
| 2022 | 2022 MBC Drama Awards   | Com Kim Sung-joo                 | [ 96 ] |

## Prêmios e indicações
| Cerimônia de premiação                      | Ano  | Categoia                                               | Nomeado / Trabalho                              | Resultado | Ref.    |
| ------------------------------------------- | ---- | ------------------------------------------------------ | ----------------------------------------------- | --------- | ------- |
| Blue Dragon Film Awards                     | 2019 | Melhor Nova Atriz                                      | Miss & Mrs. Cops                                | Indicado  | [ 97 ]  |
| Busan International Film Festival           | 2022 | Marie Claire 8th Asia Star Awards: Face of Asia Award  | Choi Soo-young                                  | Venceu    | [ 98 ]  |
| Jecheon International Music & Film Festival | 2019 | Prêmio Descoberta do Ano                               | Memories of a Dead End                          | Venceu    | [ 99 ]  |
| KBS Drama Awards                            | 2022 | Prêmio de popularidade, atriz                          | If You Wish Upon Me                             | Indicado  | [ 100 ] |
| KBS Music Awards                            | 2012 | Melhor Membro de Grupo Feminino                        | Choi Soo-young                                  | Indicado  |         |
| Korea Drama Awards                          | 2013 | Melhor Nova Atriz                                      | Dating Agency: Cyrano                           | Indicado  |         |
| Korea Drama Awards                          | 2015 | Prêmio de Excelência, Atriz                            | My Spring Days                                  | Venceu    | [ 27 ]  |
| MBC Drama Awards                            | 2014 | Prêmio de Excelência, Atriz em Minissérie              | My Spring Days                                  | Venceu    | [ 101 ] |
| MBC Drama Awards                            | 2014 | Prêmio de Melhor Casal                                 | My Spring Days                                  | Indicado  | [ 102 ] |
| MBC Drama Awards                            | 2017 | Prêmio Top Excelência, Atriz em Drama de Fim de Semana | Man in the Kitchen                              | Indicado  | [ 103 ] |
| MBC Drama Awards                            | 2022 | Prêmio de Excelência, Atriz em Drama Diário/Um Ato     | Fanletter Please                                | Venceu    | [ 104 ] |
| MBC Drama Awards                            | 2022 | Prêmio de Melhor Casal                                 | Choi Soo-young (com Yoon Park) Fanletter Please | Indicado  | [ 105 ] |
| Mnet 20's Choice Awards                     | 2012 | Melhor estilo dos anos 20                              | Choi Soo-young                                  | Indicado  |         |
| SBS Entertainment Awards                    | 2013 | Prêmio New Rookie (Categoria MC)                       | TV Entertainment Tonight                        | Venceu    | [ 106 ] |
| Style Icon Awards                           | 2013 | Prêmio de Melhor Estilo K                              | Choi Soo-young                                  | Venceu    | [ 107 ] |